# Elevador Lacerda

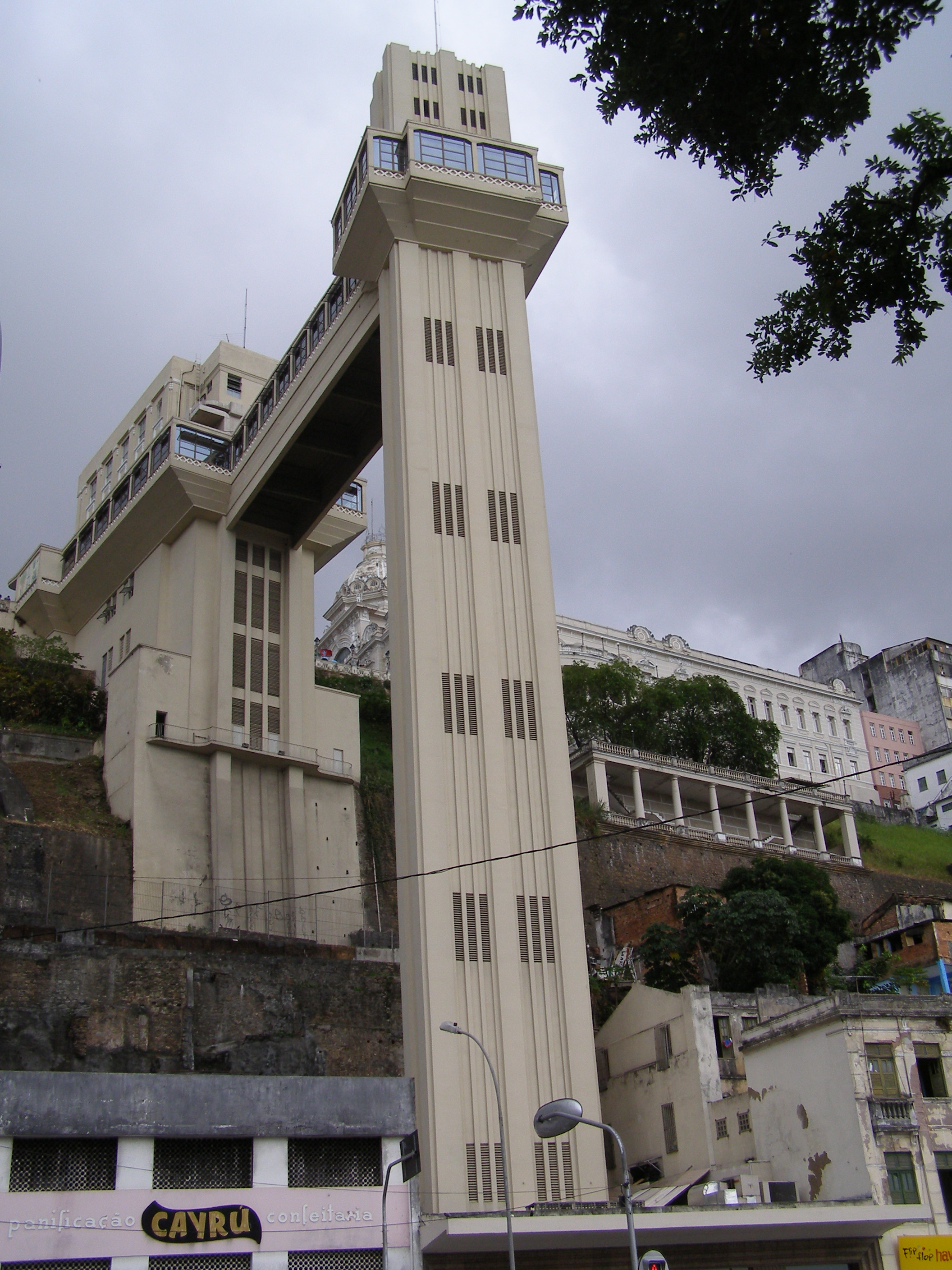
Elevador Lacerda, Salvador, Bahía, Brasil.

El Elevador Lacerda es un ascensor público ubicado en la ciudad de Salvador, Estado de Bahía, Brasil. Es uno de los principales puntos turísticos y símbolos de la ciudad, y se localiza en la Praça Cayru, en el barrio de Comércio, cerca del Mercado Modelo. Conecta la Ciudad Baja con la Ciudad Alta. Es uno de los principales atractivos turísticos y postal de la ciudad. Desde lo alto de sus torres se divisa la Bahía de Todos-os-Santos, el Mercado Modelo y, al fondo, el Fuerte de São Marcelo.

## Historia
Fue construido por el ingeniero Augusto Frederico de Lacerda utilizando partes de acero importadas de Inglaterra, en sociedad con su hermano, el comerciante Antônio Francisco de Lacerda, quien ideó la Compañía de Transportes Urbanos. Las obras se iniciaron en 1869 y, con los dos elevadores hidráulicos funcionando, en diciembre de 1873 se inauguró con el nombre de Elevador Hidráulico da Conceição da Praia. Popularmente conocido como Elevador do Parafuso, en 1896 sería rebautizado como Elevador Lacerda.
Luego de su inauguración, pasó a ser el principal medio de transporte entre las dos partes de la ciudad, la Ciudad Alta y la Ciudad Baja. Operó inicialmente con dos cabinas y actualmente funciona con cuatro modernas cabinas electrificadas con capacidad para veinte personas cada una.
A lo largo de su historia pasó por cuatro grandes reformas y revisiones:
- en julio de 1906 para su electrificación;
- en 1930 se agregaron dos elevadores más y una nueva torre;
- a principios de la década de 1980 hubo una revisión en la estructura de concreto;
- en 1997 fue hecha una revisión de toda la maquinaria eléctrica y electro-electrónica.

Fue protegido por el Instituto del Patrimonio Histórico y Artístico Nacional, el 7 de diciembre de 2006. Desde lo alto de sus torres, puede apreciarse la vista de la Bahía de Todos los Santos y del famoso Mercado Modelo.

## Características
El Elevador Lacerda tiene una altura de 72 metros y dos torres: una que sale de la roca y atraviesa la ladera de la montaña (Ladeira da Montanha), equilibrando las cabinas, y otra, más visible, que se articula a la primera torre, descendiendo hasta el nivel de la Ciudad Baja. El elevador más famoso de Bahía llega a transportar a 900 mil pasajeros por mes o, en promedio, 28 mil personas por día en un recorrido pago de treinta segundos de duración.